# Попіл Соколянки
Попіл Соколянки — український документальний фільм про одні і ті ж злочини поглядом двох різних селищ.

## Інформація про фільм
Соколів Брід, Орадур, Лідіце... Під час Другої світової у цих селищах сталися дуже схожі злочини. Але нині про них згадують зовсім по-різному. Чому?